# Amine Cherri
Amine Cherri (né à Beyrouth en 1957) est un homme politique libanais.
Membre du Hezbollah, il est élu conseiller municipal de Beyrouth en 1998 et dirige de nombreuses entreprises industrielles ainsi qu'un club de football beyrouthin.
Il est réélu à son poste municipal en 2004, mais démissionne quelques mois plus tard, pour se présenter aux élections législatives de la capitale.
Il est élu député chiite de la 2e circonscription de Beyrouth et appartient au bloc de la fidélité à la Résistance. Il ne se représente pas aux élections de 2009.
Il est à nouveau élu député chiite de la 2ème circonscription de Beyrouth en 2018.
L'immeuble dans lequel vit sa famille est visé par un bombardement israélien le 26 novembre 2024, quelques heures avant le cessez-le-feu entre le parti chiite et l'armée israélienne, faisant trois morts et une dizaine de blessés. Lui-même n'était pas dans l'appartement lors de l'attaque mais l'un de ses frères et deux voisines sont tués.